# Alexgeorgea nitens
Alexgeorgea nitens là một loài thực vật có hoa trong họ Restionaceae. Loài này được (Nees) L.A.S.Johnson & B.G.Briggs mô tả khoa học đầu tiên năm 1986.